# Anna Maria Perez de Tagle
Anna Maria Perez de Tagle (San Francisco, 23 dicembre 1990) è un'attrice e cantante statunitense.

## Biografia
Anna Maria è nata a San Francisco, ma ha vissuto a San Jose. Si è trasferita nella California del Sud con la sua famiglia quando ha accettato il ruolo di Ashley Dewitt nella serie Hannah Montana della Disney. La sua famiglia è di origine filippina.

## Carriera
Ha esordito nel 2003 nel talent show Star Search, cantando la canzone Somewhere dal film West Side Story. Anna Maria inoltre ha avuto una parte importante nel film Bee Season. Ha recitato anche in Cinderella, Bugsy Malone e The King and I. È nota principalmente per avere interpretato Ashley Dewitt nella serie Hannah Montana, ma è anche molto conosciuta per il ruolo di Ella in Camp Rock su Disney Channel.
Anna Maria ha lavorato molto come modella ed è apparsa in numerosi cataloghi, tra i quali Macy's e Mervyn's.
Anna Maria ha anche dato la voce a Safety Patrol in Higglytown Heroes, della Playhouse Disney.
Anna Maria è apparsa anche nel video di Demi Lovato Remember December.
Nel 2009 ha ottenuto il ruolo di protagonista nel film Fame - Saranno famosi, mentre nel 2010 ha recitato in Camp Rock 2: The Final Jam. Nello stesso anno ha ripreso la sua carriera di cantante incidendo vari singoli.

## Filmografia

### Cinema
- Parole d'amore (Bee Season), regia di Scott McGehee e David Siegel (2005)
- Fame - Saranno famosi (Fame), regia di Kevin Tancharoen (2009)

### Televisione
- Hannah Montana – serie TV, 18 episodi (2006-2011)
- Jonas Brothers - Vivere il sogno (Jonas Brothers: Living the Dream) – reality show, episodio 1x07 (2008)
- Camp Rock, regia di Matthew Diamond – film TV (2008)
- Disney Channel Games – programma TV, 5 episodi (2008) – concorrente
- Jonas L.A. – serie TV, episodio 2x01 (2010)
- Camp Rock 2: The Final Jam, regia di Paul Hoen – film TV (2010)
- Baby Daddy – serie TV, episodio 2x5 (2013)
- Streghe (Charmed) – serie TV, episodio 1x08 (2018)

### Teatro
- 2011: Godspell (Broadway)